# Mondang (Sayur Matinggi)
Mondang is een bestuurslaag in het regentschap Tapanuli Selatan van de provincie Noord-Sumatra, Indonesië. Mondang telt 488 inwoners (volkstelling 2010).